# Collegiata di San Nicola
La Collegiata di San Nicola è la chiesa parrocchiale medievale più grande ancora in uso in Irlanda, situata nella città di Galway. È l'unica chiesa anglicana della città.
Eretta verso il 1320, sorge probabilmente sui resti di una più antica cappella. La chiesa fu poi ampliata nel XV secolo quando Galway raggiunse il massimo della prosperità economica. Durante questo periodo furono infatti aggiunte le navate laterali, il transetto, la cappella ed il campanile.
Nel 1652, dopo 9 mesi di estenuante assedio, le truppe guidate da Cromwell distrussero la città e trasformarono la chiesa in una stalla per i cavalli dell'esercito.